# Faith (cão)

Faith, quando filhote

Faith (em português:  Fé) é uma cadela, nascida em dezembro de 2002 num abrigo para animais dos Estados Unidos e que, trazendo uma atrofia nas patas dianteiras, foi rejeitada pela mãe. É fruto de uma mistura das raças chow-chow e labrador.
A cadelinha foi adotada por Reuben Stringfellow, na época com dezessete anos, que passou a cuidar dela junto com a mãe, Jude Stringfellow. Faith tornou-se bípede, uma vez que aprendeu a andar sobre as patas traseiras, ensinada pelas donas num processo que envolveu o uso de manteiga de amendoim como isca; após aprender a andar ereta ela se tornou bastante famosa após aparições no programa estadunidense The Oprah Winfrey Show
Seus músculos e articulações traseiros se adaptaram ao esforço. Faith foi levada por sua dona em várias partes do mundo, em palestras de motivação, sobretudo para soldados mutilados em batalha, sempre provocando emoções no público que a vê, alegre e saltitando.
Por seu trabalho motivacional Faith foi nomeada Sargento Honorário do Exército dos Estados Unidos.